# Glijlager

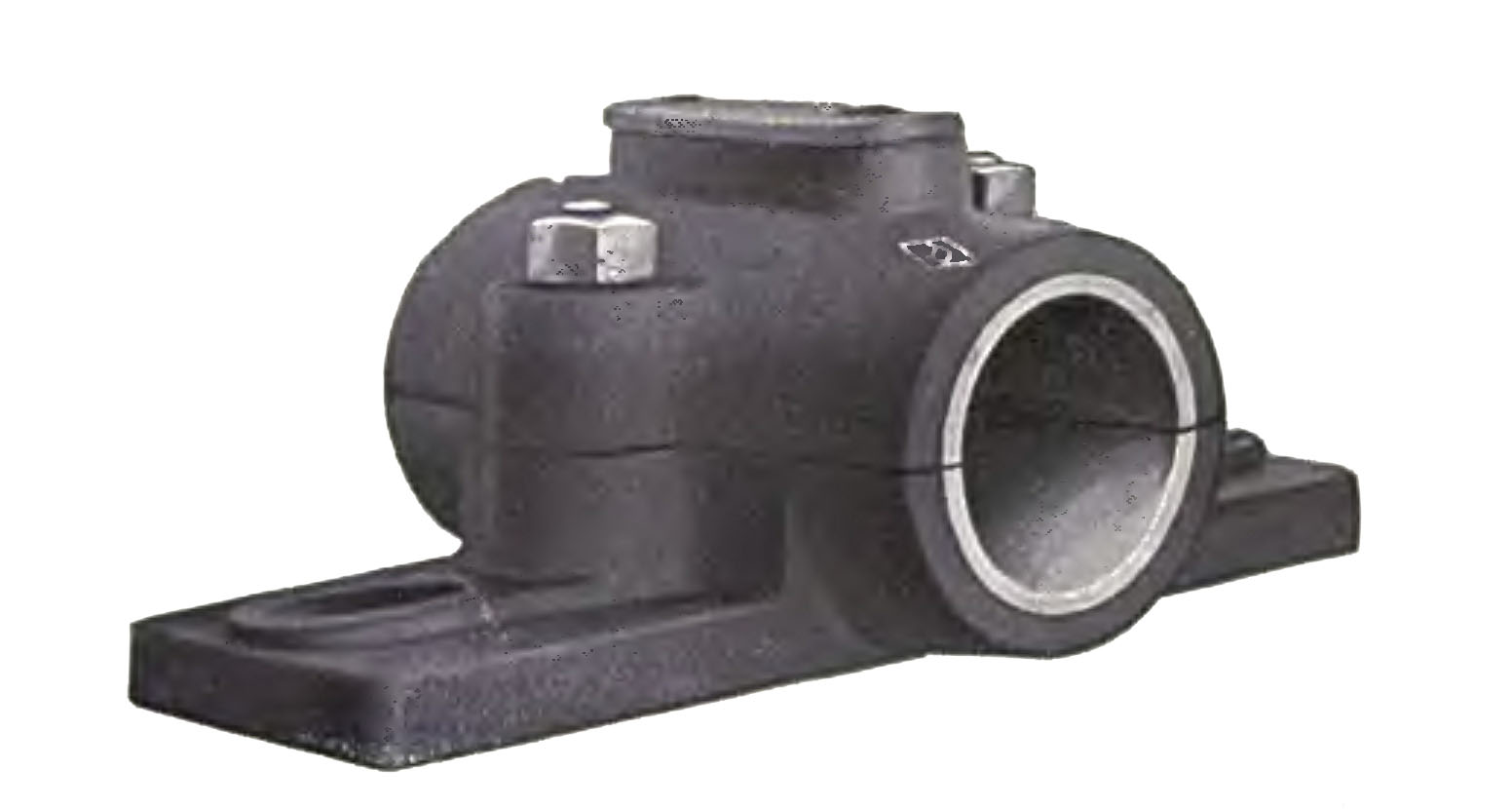
Een glijlager

Een glijlager (of glijdlager) is een lager waarbij de as in de boring glijdt. Dit in tegenstelling tot een rollend lager, waarbij zich tussen de as en de boring rollende elementen (bijvoorbeeld kogels of cilinders) bevinden.

## Wrijving en keuze van de materialen
De wrijving en de slijtage van een glijlager is hoger dan bij rollende lagers. Om de wrijving te verminderen wordt vaak smering toegepast, meestal smeerolie onder druk. De wrijving kan ook worden verminderd door de juiste keuze van materialen. Zo werd en wordt brons toegepast in een speciale legering als "sinterbrons", dat smerende eigenschappen heeft op een stalen as. Tegenwoordig worden ook kunststoffen voor dat doel gebruikt. Bij het ontwerp gaat men er dan van uit dat het glijlager slijt, maar de as bijna niet. Op deze manier hoeft na een bepaalde standtijd alleen het glijlager vervangen te worden.
Een ander materiaal voor glijlagers is babbittmetaal of witmetaal, een legering van onder andere koper, tin en antimoon.

## Soorten glijlagers

### Hydrodynamische lagers
Bij hydrodynamische lagers wordt een geringe wrijving verkregen door de aanwezigheid van een dun laagje smeermiddel (smeerfilm) tussen het bewegende en het stilstaande vlak. Als smeermiddel wordt gewoonlijk olie gekozen, bij lage snelheden ook wel vet. Is de snelheid te laag, bijvoorbeeld tijdens het starten, dan kan de smeerfilmdikte te gering worden, waardoor slijtage ontstaat.

### Hydrostatische lagers
Het nadeel van hydrodynamische lagers wordt opgeheven bij hydrostatische lagers, waarbij met behulp van een pomp olie of gas tussen de twee glijvlakken wordt gepompt.

### Droog lopende lagers
Bij droog lopende lagers is geen smeermiddel aanwezig; een lage wrijving wordt verkregen door middel van een juiste materiaalkeuze voor de loopvlakken, bijvoorbeeld een stalen as in een kunststof bus.

### Poreuze of zelfsmerende lagers
Bij poreuze of zelfsmerende lagers bevindt zich een as in een poreuze bus van gesinterd metaal. De poriën van het sintermateriaal zijn gevuld met smeerolie, vaak voor de gehele levensduur van het lager.